# IRF5
IRF5 (англ. Interferon regulatory factor 5) – білок, який кодується однойменним геном, розташованим у людей на короткому плечі 7-ї хромосоми. Довжина поліпептидного ланцюга білка становить 498 амінокислот, а молекулярна маса — 56 044.
| 10         |  | 20         |  | 30         |  | 40         |  | 50         |
| ---------- |  | ---------- |  | ---------- |  | ---------- |  | ---------- |
| MNQSIPVAPT |  | PPRRVRLKPW |  | LVAQVNSCQY |  | PGLQWVNGEK |  | KLFCIPWRHA |
| TRHGPSQDGD |  | NTIFKAWAKE |  | TGKYTEGVDE |  | ADPAKWKANL |  | RCALNKSRDF |
| RLIYDGPRDM |  | PPQPYKIYEV |  | CSNGPAPTDS |  | QPPEDYSFGA |  | GEEEEEEEEL |
| QRMLPSLSLT |  | EDVKWPPTLQ |  | PPTLRPPTLQ |  | PPTLQPPVVL |  | GPPAPDPSPL |
| APPPGNPAGF |  | RELLSEVLEP |  | GPLPASLPPA |  | GEQLLPDLLI |  | SPHMLPLTDL |
| EIKFQYRGRP |  | PRALTISNPH |  | GCRLFYSQLE |  | ATQEQVELFG |  | PISLEQVRFP |
| SPEDIPSDKQ |  | RFYTNQLLDV |  | LDRGLILQLQ |  | GQDLYAIRLC |  | QCKVFWSGPC |
| ASAHDSCPNP |  | IQREVKTKLF |  | SLEHFLNELI |  | LFQKGQTNTP |  | PPFEIFFCFG |
| EEWPDRKPRE |  | KKLITVQVVP |  | VAARLLLEMF |  | SGELSWSADS |  | IRLQISNPDL |
| KDRMVEQFKE |  | LHHIWQSQQR |  | LQPVAQAPPG |  | AGLGVGQGPW |  | PMHPAGMQ   |

A: Аланін

C: Цистеїн

D: Аспарагінова кислота

E: Глутамінова кислота

F: Фенілаланін

G: Гліцин

H: Гістидин

I: Ізолейцин

K: Лізин

L: Лейцин

M: Метіонін

N: Аспарагін

P: Пролін

Q: Глутамін

R: Аргінін

S: Серин

T: Треонін

V: Валін

W: Триптофан

Кодований геном білок за функцією належить до фосфопротеїнів. 
Задіяний у таких біологічних процесах, як імунітет, вроджений імунітет, транскрипція, регуляція транскрипції, противірусний захист, альтернативний сплайсинг. 
Білок має сайт для зв'язування з ДНК. 
Локалізований у цитоплазмі, ядрі.